# Kapelle St. Agatha (Werntrop)

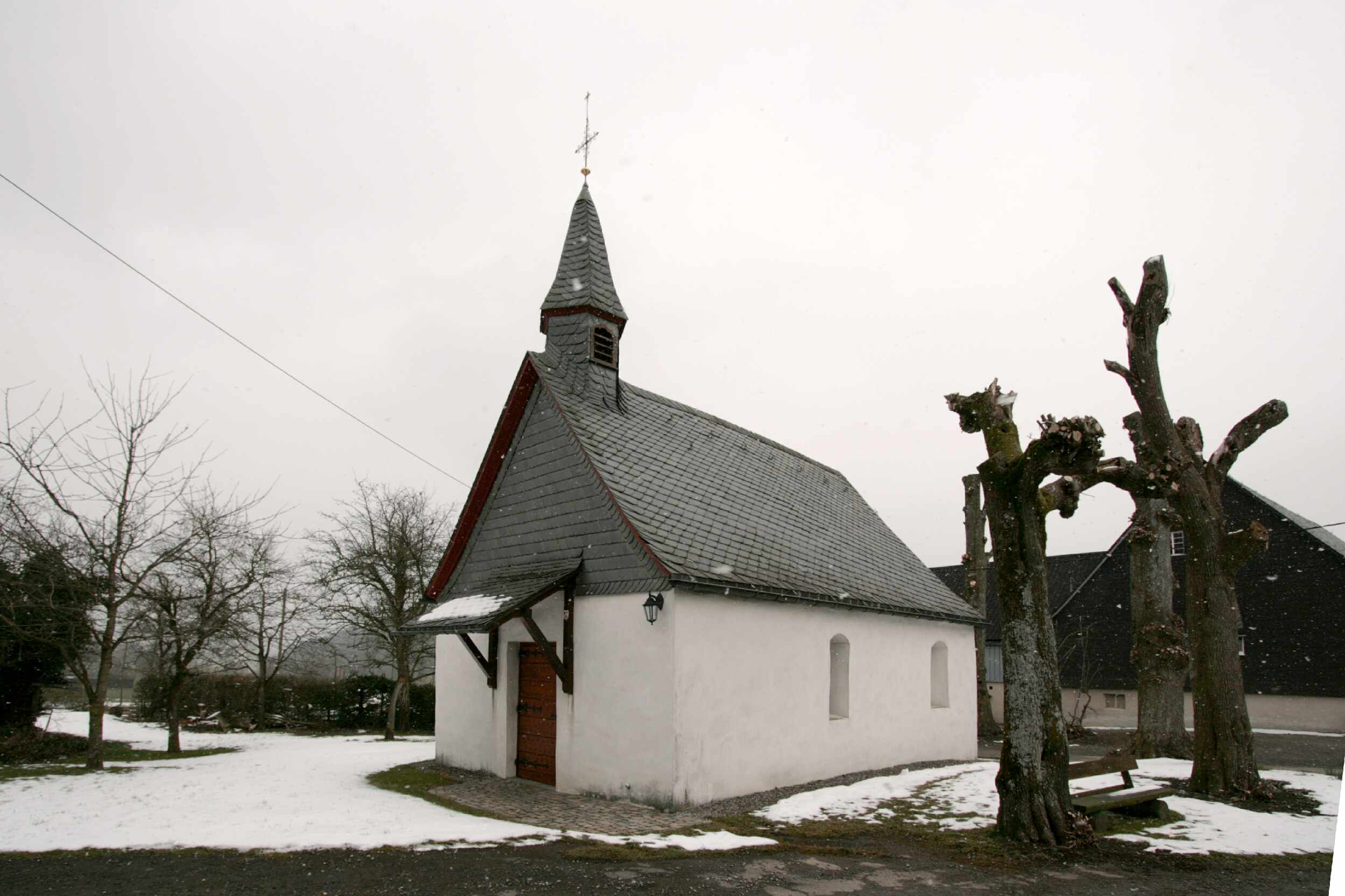
Kapelle St. Agatha, Werntrop

Die katholische Kapelle St. Agatha ist ein denkmalgeschütztes Kirchengebäude in Werntrop, einem Ortsteil von Schmallenberg im Hochsauerlandkreis (Nordrhein-Westfalen).

## Geschichte und Architektur

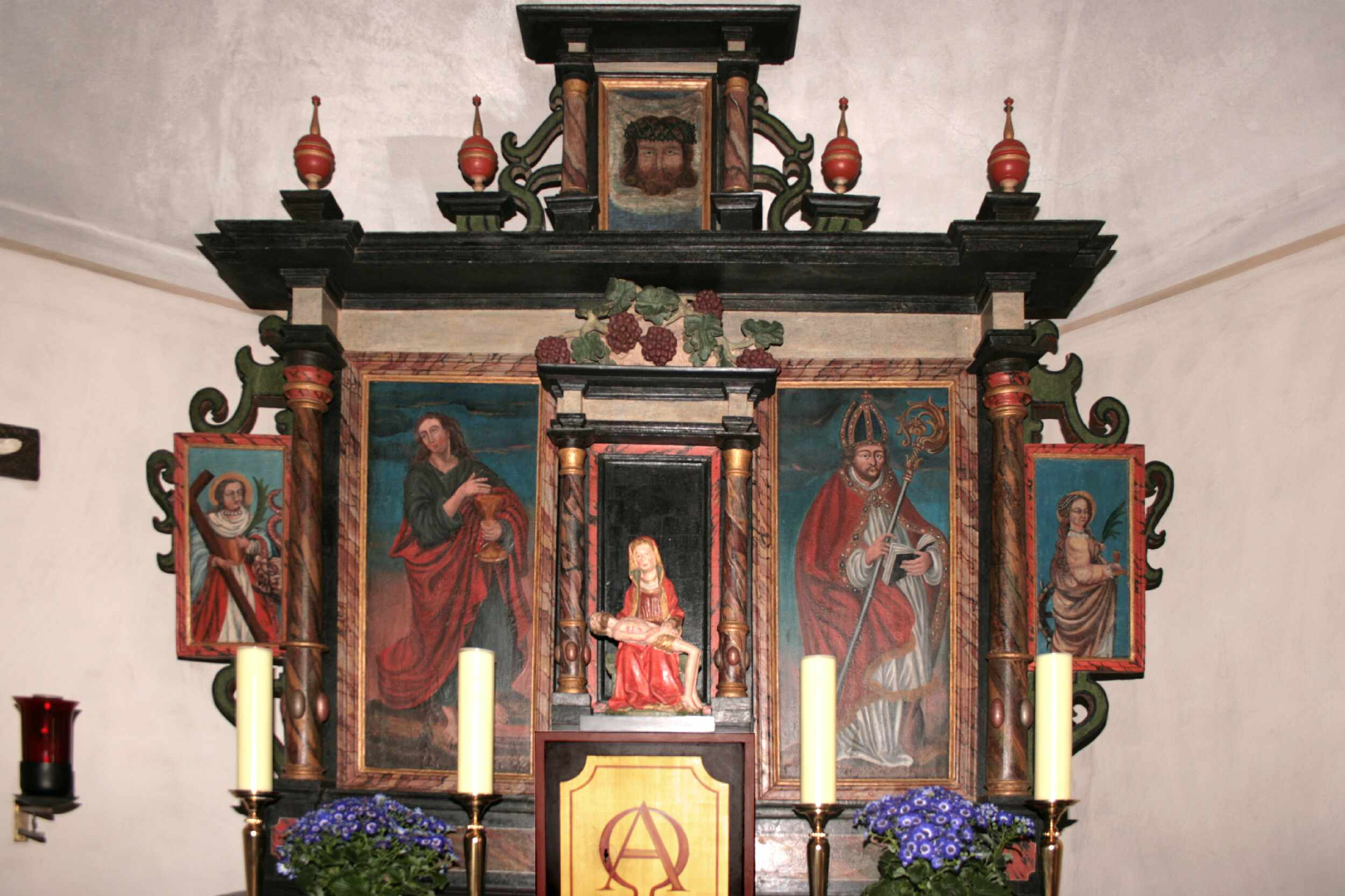
Altar

Die einschiffige Kapelle mit 3/8 Schluss und einem kleinen Turm wurde Mitte des 17. Jahrhunderts erbaut. Vor dem 16. Jahrhundert erwähnte man bereits eine Vorgängerkapelle. Der Eingang befindet sich an der Westseite. Der Altar stammt aus der Erbauungszeit. Die rundbogigen Fenster mit Bleiverglasung wurden um 1950 eingesetzt. In den Jahren 1988/89 wurde die Kapelle restauriert.